# Ramper, der Tiermensch
Ramper, der Tiermensch ist ein deutsches Stummfilmdrama aus dem Jahre 1927 von Max Reichmann mit Paul Wegener in der Titelrolle, der bereits diesen Part im zugrunde liegenden Drama „Ramper“ von Max Mohr gespielt hatte.

## Handlung
Der einstige Flieger Ramper, der auf Grönland gestrandet ist, wurde dort von der Zivilisation vergessen. In rund anderthalb Jahrzehnten Einsiedlerdaseins im Polareis, ohne den geringsten Kontakt zu Mitmenschen, ist Ramper allmählich zivilisatorisch verwildert, zum „Tiermensch“ geworden. Seine Rückkehr in die Zivilisation verläuft dramatisch. Verunglückte Walfangjäger fangen und verscherbeln ihn an einen Rummelplatz, wo man Ramper wie ein Wesen von einem anderen Stern, als eine Skurrilität und Zirkussensation, zu vermarkten versucht.
Bestaunt und begafft von den Besuchern, wird Ramper, dieses temperamentgeladene Urviech, das sich nur durch die liebevolle Behandlung der Tochter des Rummelplatzbudenbesitzers etwas zähmen lässt, schließlich auch noch der letzten ihm gebliebenen Würde, der Menschenwürde, beraubt. Sein Schicksal scheint sich zum Besseren zu wenden, als sich ein Wissenschaftler seiner annimmt. Der Arzt versucht, in seinem Sanatorium Ramper wieder in sein ursprüngliches Leben zurückzuführen. Doch kann sich Ramper, der „Tiermensch“, nicht mehr in diesem Leben zurechtfinden, und so kehrt er, gebeugt aber nicht gebrochen, auf einem Walfangboot von der vermeintlichen Zivilisation in sein altes Lebensumfeld, die zivilisationsfremde Polarwüste Grönlands zurück.

## Produktionsnotizen
Ramper, der Tiermensch entstand auf Grönland (Außenaufnahmen) und in den Ateliers von Staaken (August/September 1927), passierte am 18. September die Filmzensur und wurde am 31. Oktober 1927 in Berlin uraufgeführt.
Eugen Kürschner hatte die Produktionsleitung. Die Bauten entwarf Leopold Blonder, die Aufnahmeleitung übernahm Eugen Thiele.

## Kritiken
Im Film-Kurier konnte man Anfang November 1927 lesen: „Dieser Film ist das, was man gemeinhin mit dem großen Schlagwort ‚künstlerischer Film‘ bezeichnet. (…) Hier haben Produzent, Regisseur und Autor die große Gelegenheit gefühlt, haben sich in den Stoff hineingekniet, ihm das Bühnenmäßige geraubt, ganz für den Film umgestaltet … Im Schnitt und Tempo ist der Film restlos fertig. Auch das rein Äußerliche und Handwerksmäßige ist liebevoll bis ins letzte durchdacht. Die größte Leistung der Regie Max Reichmanns ist die Führung der Darsteller. (…) Wegener läßt vergessen, daß dieser Ramper ein verkleideter Mensch ist. Man hält ihn tatsächlich für ein Tier.“
Paimann’s Filmlisten resümierte: „Ein, da von der landläufigen Schablone abweichender, interessanter und künstlerisch wertvoller Stoff, dem Wegener sein großes Können leiht, vom übrigen Ensemble bestens assistiert. Der Regisseur leistet in der Schilderung des Milieus Wertvolles … und ist auch geschickt in der Führung der Darsteller. (…) Die Photographie ist ausgezeichnet.“